# Selaginella distachya
Selaginella distachya är en mosslummerväxtart som beskrevs av Eugène Jacob de Cordemoy. Selaginella distachya ingår i släktet mosslumrar, och familjen mosslummerväxter. Inga underarter finns listade i Catalogue of Life.